# La Valle Agordina

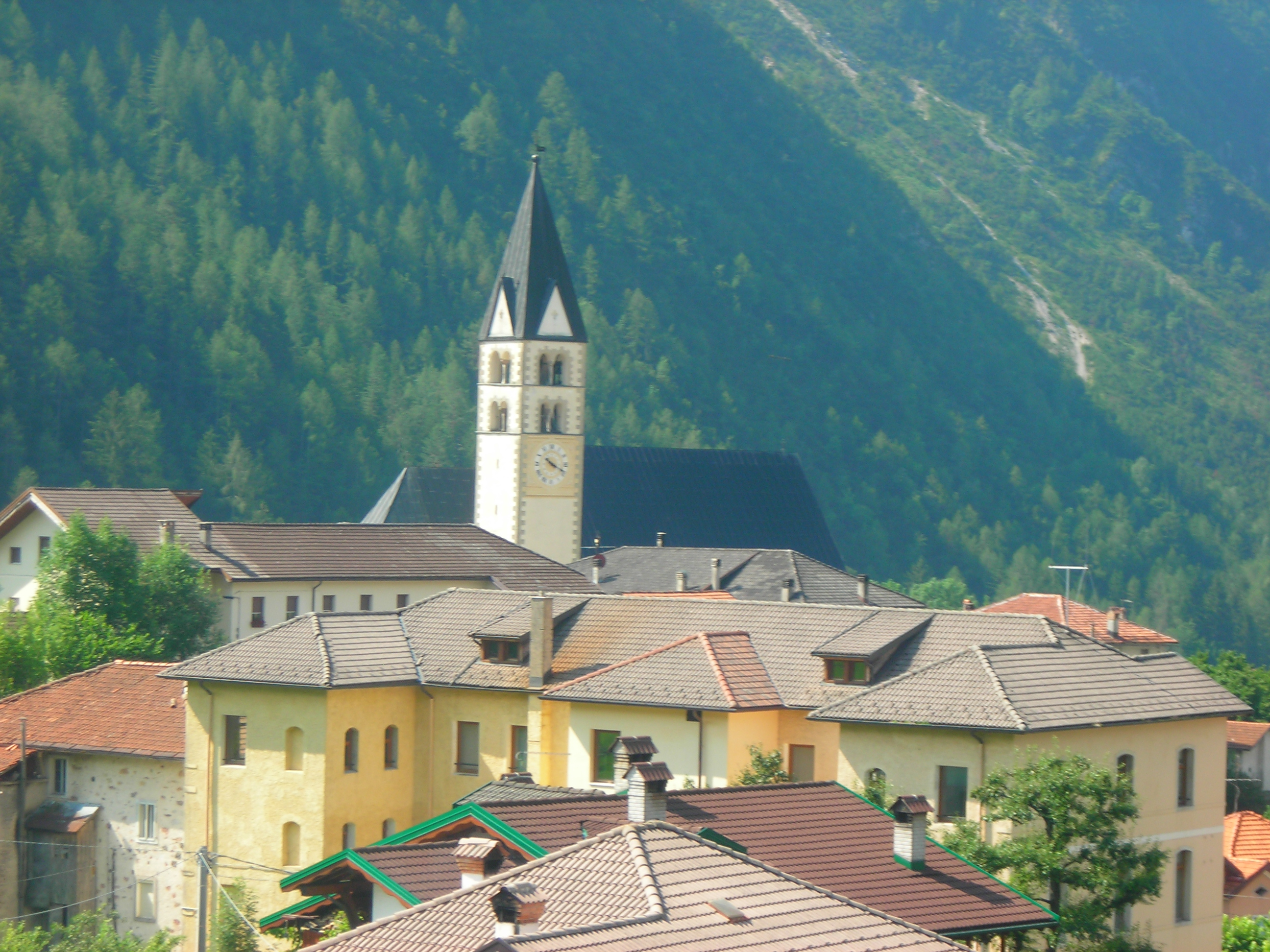
Das Zentrum von La Valle Agordina

La Valle Agordina (ladinisch: La Val) ist eine nordostitalienische Gemeinde (comune) mit 1061 Einwohnern (Stand 31. Dezember 2023) in der Provinz Belluno in Venetien. Die Gemeinde liegt etwa 19 Kilometer von Belluno am Fluss Cordevole im Nationalpark der Belluneser Dolomiten und gehört zur Comunità montana Agordina. Der Verwaltungssitz der Gemeinde befindet sich im Ortsteil Chiesa.
Zur Gemeinde gehören neben dem Hauptort Chiesa die Ortsteile (frazioni) Cugnago, Fadés, Lantrago, Ronche, Ronchet, Torsas, Valle di Sopra, Le Campe, Conaggia, Matten, Gaidòn, Cancellade, Noàch und La Muda.

## Verkehr
Durch die Gemeinde führt die frühere Strada Statale 347 del Passo Cereda e del Passo Duran (heute eine Provinzstraße) von Fiera di Primiero nach Valle di Cadore.